# Ford City (Pennsilvània)
Ford City és una població dels Estats Units a l'estat de Pennsilvània. Segons el cens del 2000 tenia 3.451 habitants.

## Demografia
Segons el cens del 2000, Ford City tenia 3.451 habitants, 1.580 habitatges, i 935 famílies. La densitat de població era de 1.876,7 habitants per quilòmetre quadrat.
Dels 1.580 habitatges en un 25,3% hi vivien nens de menys de 18 anys, en un 40,3% hi vivien parelles casades, en un 13,8% dones solteres, i en un 40,8% no eren unitats familiars. En el 37,6% dels habitatges hi vivien persones soles el 21,6% de les quals corresponia a persones de 65 anys o més que vivien soles. El nombre mitjà de persones vivint en cada habitatge era de 2,17 i el nombre mitjà de persones que vivien en cada família era de 2,84.
Per edats la població es repartia de la següent manera: un 21,8% tenia menys de 18 anys, un 7,3% entre 18 i 24, un 25,4% entre 25 i 44, un 20,4% de 45 a 60 i un 25,1% 65 anys o més.
L'edat mediana era de 42 anys. Per cada 100 dones de 18 o més anys hi havia 81,3 homes.
La renda mediana per habitatge era de 24.457 $ i la renda mediana per família de 30.843 $. Els homes tenien una renda mediana de 28.438 $ mentre que les dones 21.919 $. La renda per capita de la població era de 14.318 $. Entorn del 13,5% de les famílies i el 13,4% de la població estaven per davall del llindar de pobresa.

## Poblacions més properes
El següent diagrama mostra les poblacions més properes.